# Titolo anticorpale

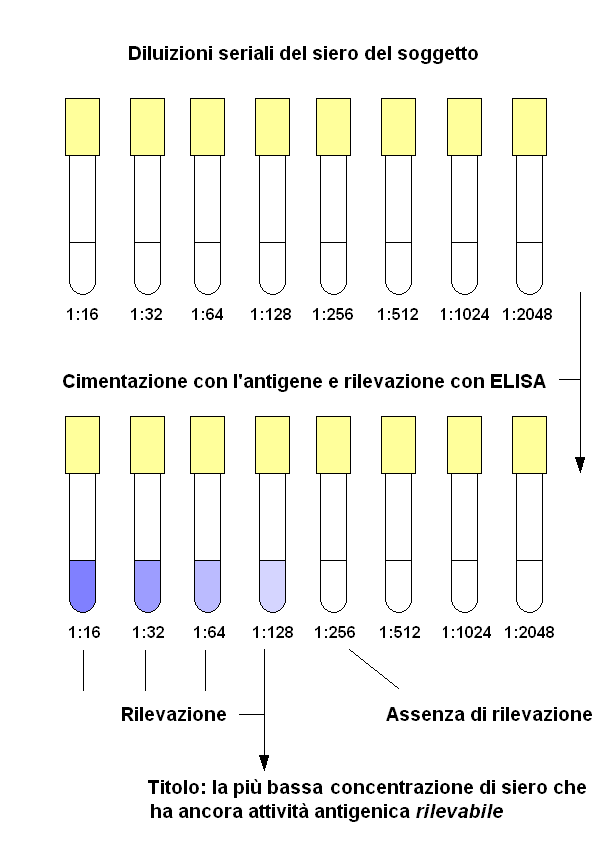
Titolo anticorpale rilevato con metodo di ELISA. In questo esempio il titolo è 128.

Il titolo anticorpale è la misura di quanti anticorpi ha prodotto un organismo nei confronti di un antigene, espresso come l'inverso della massima diluizione (o della più bassa concentrazione) che dia comunque un risultato positivo in una diluizione seriale.
È importante a fini diagnostici per la valutazione della sieroconversione e per la dimostrazione dell'aumento di quattro volte (ossia di due diluizioni) del titolo anticorpale (ad es., aumento del titolo da 16 a 64).
L'attività può essere rilevata mediante:
- ELISA
- Western blot
- Dosaggio radioimmunologico
- Saggi di fissazione del complemento
- Test di agglutinazione al lattice
- Immunofluorescenza indiretta.